# María Luisa Jiménez «la Atarfeña»
María Luis Jiménez Carvajal (Guadix, Granada, 12 de noviembre de 1911-Granada, 2 de octubre de 1983), conocida como Luisita Jiménez, La Atarfeña o Viuda de Atarfeño, fue una torera española de la primera mitad del siglo XX, esposa del también torero Miguel Morilla "El Atarfeño".

## Biografía
María Luisa Jiménez nació en Guadix en el seno de una familia media de siete hermanos y que estaba vinculada con los sectores conservadores de la ciudad. Allí pasó los primeros años de su vida hasta que en 1920 la familia se trasladó hasta Granada.
La residencia familiar se asentó en la calle Campo Verde, número 3; cerca de donde su padre regentaba un conocido hotel, en la calle San Matías, de Granada.

Aficionada al mundo de los toros también, Luisita Jiménez participaba de la vida taurina de su marido, a quien acompañaba a los tentaderos y donde ella solía torear también. Y tras su muerte decidió dedicarse al mundo del toro para honrar la memoria de su marido:
Ella, si torea—dice Vidal Carrasco—, es, en parte, porque suene y no se olvide el nombre de su marido; es, en el fondo, abnegación, y el mantener el fuego sagrado de su gloria.
En mayo de 1936, prácticamente desaparecida de la esfera pública y también de los ruedos, la revista La Estampa se hacía eco nuevamente de la figura de Luisa Jiménez. En este caso lo hacían para conocer su paradero y su nueva ocupación profesional, sorprendiéndola en el parque natural de Sierra Nevada, formándose en la práctica del esquí; todo ello como parte de un entrenamiento relacionado con una productora cinematográfica americana. Así, el reportaje dedicado a la torera granadina se titulaba: "La Atarfeña que estaba desaparecida misteriosamente de Granada está preparándose para marchar a Hollywood".
Durante la Guerra civil española, Luisa Jiménez fue apresada en la cárcel de Baza donde permaneció recluida por parte del bando republicano, "porque dicen que soy una espía", según manifestó la propia torera al diestro granadino Andrés Hernández Villata, quien actuaba como enlace entre el Ministerio de Guerra y el ejército republicano en Andalucía. En 1940 solicitó que le concedieran la Medalla de Sufrimientos por la Patria, que le daba derecho a recibir una pensión vitalicia, merecimiento que las autoridades franquistas le negaron por carecer de testificales.

## Novillera
El periódico El Nervión dejaba constancia en 1936 de algunas de las "señoritas toreras" que hacían en esa época los ruedos españoles, relacionándola junto a Juanita Cruz, las hermanas Palmeño, Carmen Marín, Mary Greta, Luisita Paramont o Angelita Álamo. El machismo imperante en la época, lleva a catalogar a estas mujeres de "sensatas que pisan los ruedos con más o menos gracia y más o menos garbo". En cualquier caso, un gesto de superación que demostró la capacidad de superación de Luisa Jiménez ante las circunstancias que le rodearon tras la muerte de su esposo.

### Temporada 1935
La presentación en público de Luisita Jiménez como torera tuvo lugar en Güéjar Sierra (Granada), el 25 de mayo de 1935, en un festival en el que "alcanzó con capote y muleta un destacado éxito". Era el paso previo a debutar como becerrista en la Plaza de toros de Granada, donde hizo lo propio el 10 de junio de 1935. Era una tarde de toros que preveía la lidia de cuatro novillos del marqués de Villamarta para Alfonso Ordóñez "Niño de la Palma II" y Enrique Millet "Trinitario II"; y, como preludio, dos becerras de la misma ganadería para la torera de Atarfe.
No debió ser el debut soñado para ella en la capital nazarí, puesto que "en su primero demostró falta de entrenamiento, entró a matar varias veces y por último se retiró a un burladero, donde sufrió un desmayo", teniendo que ser atendida en la enfermería por un síncope; lo que le impidió continuar la lidia y ser el torero Eduardo Navarro quien, como sobresaliente, diera muerte a los dos animales. Sin embargo, esto no le impidió seguir contando con el beneficio de las empresas que anunciaron a Luisa Jiménez a lo largo del verano de 1935; actuando en Santa Pola (Alicante), en compañía de Domingo Carrión, y donde "la viuda del malogrado Atarfeño demostró que está muy verde para estos menesteres"; o en Munera (Albacete), siendo la primera mujer en torear en esa plaza y donde, sufrió una cogida que le impidió dar muerte a los dos novillos de su lote.

## Poema de García Lorca a "La Atarfeña"
En 1985 el profesor De la Torre Calvín daba a conocer una obra inédita del poeta granadino Federico García Lorca. Se trataba de un poema que el autor habría compuesto para Luisa Jiménez y cuyo "manuscrito original se perdió durante un incendio en los comienzos de la guerra civil". Sin embargo, gracias a la investigación realizada y el contraste con fuentes directas, entre ellas la propia "Atarfeña", se consiguió recomponer la letra original del poema lorquiano:
Granaína y morena,
ritmo y rango,
aire, clavel y albahaca.
un fino cuerpo, en la castiza capa, y en los labios,
los ecos gitanos de un tango.
El amor te hizo torera. Sangre y arena.
Que un toro mató a Atarfeño, torero de clara vena,
y quieres vengar su muerte
por no morirte de pena.
Luisa Jiménez, torera.
Gitana estampa morena. Ritmo y rango.
en tus pupilas serenas
se hace más honda la pena,
nostálgica de un fandango.
Sol amarillo caliente,
sombra y luto de la plaza.
Donde un torero valiente
de íbera alegoría
buscó gloria
y halló muerte.

Alma de mi Andalucía.
Guitarra de rubio vientre.
Que no cese la alegría.
que no le falte en su tumba
la flor de una bulería.
Y por corona,
el cordobés de ancha ala.
La gala triunfal,
la gala,
de la alegre Andalucía.